# بنی قبله (روستا)
 بنی قبله  به عربی ( بَنی قبلة )، روستایی است در دهستان واقی از توابع استان استان صَنعاء در کشور یمن در شبه جزیره عربستان.

## جمعیت
جمعیت آن ( ۱۲۰) نفر (۹ خانوار) می‌باشد.